# A Mind Beside Itself

A Mind Beside Itself es la suite incluida en el disco Awake del grupo de metal progresivo, Dream Theater. Esta suite se compone de tres partes:
- I. Erotomania
- II. Voices
- III. The Silent Man

La canción en total dura 20:26 y el guitarrista John Petrucci escribió toda la letra y compuso la melodía de "The Silent Man". Hay que notar también que el título "A Mind Beside Itself" (Una Mente Frente a Sí Misma en español) simboliza la palabra 'Paranoia'.
Esta suite fue interpretada en su totalidad en el álbum en directo Live Scenes From New York del 2000.

## Erotomania
La primera parte, "Erotomania", es una instrumental con puentes que diferencian las partes ambientales y las de heavy metal. También contiene ciertos temas musicales que no solamente se ven en esta suite sino que a lo largo del álbum. "Erotomania" es un trabajo anterior de la banda y el solo de órgano es casi idéntico que en el de la canción "A Change Of Seasons", el término Erotomania se refiere a una condición psicológica donde el paciente sufre de una creencia ilusoria de que una persona (regularmente de más alta clase) está enamorada del paciente en cuestión.
Una sección de esta parte es interpretada en el tema Instrumedley del álbum en directo Live at Budokan.

## Voices
La segunda parte "Voices" parece sugerir a que posee esquizofrenia causada por una devoción religiosa, aparentemente fue escrita con la visión de un esquizofrénico que cree en ángeles y demonios que le están hablando a él. La música sugiere que el personaje está experimentando estrés extremo, lo cual lleva a la conclusión de que esta al tanto de su problema y de estas voces que oye. La canción también ha sido analizada como la colisión entre la devoción religiosa y la vida sexual de uno.
La voz hablada en esta canción es una cita a un diálogo escrito por el artista de rap Prix-mo, leído del libro Cultural Revolution.
Esta parte es interpretada en el álbum en directo Once in a LIVEtime.

## The Silent Man
Muchos consideran la tercera parte, "The Silent Man" a ser una entidad diferente a las últimas 2 partes. Musicalmente representa un cambio agudo con la última parte "Voices" hacia un territorio folk. La letra es mucho más simple que las anteriores ya que sigue el tradicional estructura verso - coro. Sin embargo, se conecta al tema principal haciendo parecer que el destino descrito del personaje en "Voices" puede ser evitado con la ayuda de nuestra fe. Como es usual en Dream Theater, la frase más clara de sus suites se escucha al final de la canción.
Alternativamente se cree que "The Silent Man" está basado en una de las historias del libro Las mil y una noches. Las líneas “A question well served, is silence like a fever or a voice never heard, or a message with no receiver?” (Una pregunta bien hecha, es silenciada como la fiebre o una voz nunca escuchada o un mensaje sin un receptor) son del prólogo del libro y la línea “I could sail by on the winds of silence” (Podría navegar en los vientos del silencio) son de las palabras de Simbad.
"The Silent Man" fue lanzado como sencillo en 1994, junto con un demo de Take the Time, de su álbum anterior, Images and Words y el instrumental Eve, que saldría solo en la edición japonesa de Awake.

### Sencillo
1. The Silent Man (LP Version) – 3:48
2. Take the Time (Demo Version) – 7:58
3. Eve (Non Album Track) – 5:11